# NBA 올해의 식스맨상
NBA 올해의 식스맨상(영어: NBA Sixth Man of the Year Award)은 1982∼1983시즌부터 매년 NBA가 교체 선수(또는 식스맨)로 벤치에서 내려온 팀을 위해 리그 최고의 성적을 낸 선수에게 수여하는 상이다. 미국과 캐나다 전역의 스포츠 작가와 방송인 패널이 수신자에게 투표한다.
2022~2023 시즌 수상자부터 존 해블리첵 트로피(영어: John Havlicek Trophy)를 수여한다.

## 수상자 목록
| 시즌      | 수상자            | 소속 팀                   |
| --------- | ----------------- | ------------------------- |
| 1982~1983 | 바비 존스         | 필라델피아 세븐티식서스   |
| 1983~1984 | 케빈 맥헤일       | 보스턴 셀틱스             |
| 1984~1985 | 케빈 맥헤일       | 보스턴 셀틱스             |
| 1985~1986 | 빌 월튼           | 보스턴 셀틱스             |
| 1986~1987 | 릭키 피어스       | 밀워키 벅스               |
| 1987~1988 | 로이 타플리       | 댈러스 매버릭스           |
| 1988~1989 | 에디 존슨         | 피닉스 선스               |
| 1989~1990 | 릭키 피어스       | 밀워키 벅스               |
| 1990~1991 | 데틀렘프 슈렘프   | 인디애나 페이서스         |
| 1991~1992 | 데틀렘프 슈렘프   | 인디애나 페이서스         |
| 1992~1993 | 클리포드 로빈슨   | 포틀랜드 트레일블레이저스 |
| 1993~1994 | 델 커리           | 샬럿 호니츠               |
| 1994~1995 | 앤서니 메이슨     | 뉴욕 닉스                 |
| 1995~1996 | 토니 쿠코치       | 시카고 불스               |
| 1996~1997 | 존 스탁스         | 뉴욕 닉스                 |
| 1997~1998 | 대니 매닝         | 피닉스 선스               |
| 1998~1999 | 대럴 암스트롱     | 올랜도 매직               |
| 1999~2000 | 로드니 로저스     | 피닉스 선스               |
| 2000~2001 | 아론 맥키         | 필라델피아 세븐티식서스   |
| 2001~2002 | 콜리스 윌리엄슨   | 디트로이트 피스톤즈       |
| 2002~2003 | 바비 잭슨         | 새크라멘토 킹스           |
| 2003~2004 | 앤트완 재미슨     | 댈러스 매버릭스           |
| 2004~2005 | 벤 고든           | 시카고 불스               |
| 2005~2006 | 마이크 밀러       | 멤피스 그리즐리스         |
| 2006~2007 | 레안드로 바르보사 | 피닉스 선스               |
| 2007~2008 | 마누 지노빌리     | 샌안토니오 스퍼스         |
| 2008~2009 | 제이슨 테리       | 댈러스 매버릭스           |
| 2009~2010 | 자말 크로포드     | 애틀랜타 호크스           |
| 2010~2011 | 라마 오덤         | 로스앤젤레스 레이커스     |
| 2011~2012 | 제임스 하든       | 오클라호마시티 선더       |
| 2012~2013 | J.R. 스미스       | 뉴욕 닉스                 |
| 2013~2014 | 자말 크로포드     | 로스앤젤레스 클리퍼스     |
| 2014~2015 | 루 윌리엄스       | 토론토 랩터스             |
| 2015~2016 | 자말 크로포드     | 로스앤젤레스 클리퍼스     |
| 2016~2017 | 에릭 고든         | 휴스턴 로키츠             |
| 2017~2018 | 루 윌리엄스       | 로스앤젤레스 클리퍼스     |
| 2018~2019 | 루 윌리엄스       | 로스앤젤레스 클리퍼스     |
| 2019~2020 | 몬트레즈 해럴     | 로스앤젤레스 클리퍼스     |
| 2020~2021 | 조던 클락슨       | 유타 재즈                 |
| 2021~2022 | 타일러 히로       | 마이애미 히트             |
| 2022~2023 | 말콤 브록던       | 보스턴 셀틱스             |
| 2023~2024 | 나즈 리드         | 미네소타 팀버울브스       |
| 2024~2025 | 페이튼 프리차드   | 보스턴 셀틱스             |

## 수상횟수
| 횟수 | 수상자          | 소속 팀                               | 수상연도         |
| ---- | --------------- | ------------------------------------- | ---------------- |
| 3회  | 루 월리엄스     | 토론토 랩터스 로스앤젤레스 클리퍼스   | 2015, 2018, 2019 |
| 3회  | 자말 크로포드   | 애틀랜타 호크스 로스앤젤레스 클리퍼스 | 2010, 2014, 2016 |
| 2회  | 케빈 맥헤일     | 보스턴 셀틱스                         | 1984, 1985       |
| 2회  | 릭키 피어스     | 밀워키 벅스                           | 1987, 1990       |
| 2회  | 데틀렘프 슈렘프 | 인디애나 페이서스                     | 1991, 1992       |